# Россошинский сельсовет (Алтайский край)
Россошинский сельсовет — сельское поселение в Алтайском районе Алтайского края Российской Федерации.
Административный центр — село Россоши.

## История
Образован 4 августа 1920 года Постановлением Сибревкома от 4 августа 1920 года.
Статус и границы сельского поселения установлены Законом Алтайского края от 2 декабря 2003 года № 64-ЗС «Об установлении границ муниципальных образований и наделении их статусом сельского, городского поселения, городского округа, муниципального района»
Как административно-территориальное образование определено Закон Алтайского края от 1 марта 2008 года.

## Население
| 1997  | 1998  | 1999  | 2000  | 2001  | 2002  | 2003  | 2004  | 2005  | 2006  |
| ----- | ----- | ----- | ----- | ----- | ----- | ----- | ----- | ----- | ----- |
| 1107  | ↘1097 | ↘1073 | ↘1057 | ↘1047 | ↘1046 | ↗1057 | ↗1060 | ↘1051 | ↘1048 |
| 2007  | 2008  | 2009  | 2010  | 2011  | 2012  | 2013  | 2014  | 2015  | 2016  |
| ↘1032 | ↘992  | ↗1065 | ↘1051 | ↗1053 | ↘1051 | ↘1035 | ↘1028 | ↘1026 | ↘1018 |
| 2017  | 2018  | 2019  | 2020  | 2021  |       |       |       |       |       |
| ↘1001 | ↘998  | ↘995  | ↗1002 | ↘994  |       |       |       |       |       |

## Состав сельского поселения
| № | Населённый пункт | Тип населённого пункта       | Население |
| - | ---------------- | ---------------------------- | --------- |
| 1 | Россоши          | село, административный центр | ↘994      |

## Местное самоуправление
Главы сельсовета
- с 8 февраля 2015 года - Пяткова Галина Васильевна[15]